# 高默波
高默波（英文名为Gao Mobo或Mobo C. F. Gao，1952年—），原名高常范。阿德莱德大学教授，专门研究中国语言和文化，并成为牛津大学和哈佛大学的访问学者。

## 生平
出生在中国江西省高家村一个农民家庭。文化大革命初期任教于村里的学校，但后来被免职。1973年作为工农兵学员就读于厦门大学英语系。1977年前往英国，就学于威尔士大学和威斯敏斯特大学。获埃塞克斯大学硕士和博士学位。1990年移民澳大利亚，成为塔斯马尼亚大学副教授。后为阿德莱德大学的高级讲师。2008年被任命为阿德莱德大学孔子学院院长。
2001年在《读书》杂志发表《书写历史：〈高家村〉》，当时引发了关于“平反文革”的争论。

## 著作
- Gao Village: Rural Life in Modern China, London: C. Hurst & Co.; Hawaii: Hawaii University Press; Hong Kong: Hong Kong University Press; Bathurst: Crawford House Publishers, Australia, 1999, reprinted in paper back by Hawai'i University Press in 2007.
  - 中译本为：高默波，高家村：共和国农村生活素描，香港中文大学出版社，2013
- A Reference Grammar of Mandarin Chinese, Queensland: XACT Publications, 2000.
- Mandarin Chinese: An Introduction, Melbourne: Oxford University Press, 2000, reprinted in 2002.
- The Battle of China’s Past: Mao and the Cultural Revolution, London: Pluto, 2008.